# Anthurium cymbispatha
Anthurium cymbispatha är en kallaväxtart som beskrevs av Luis Aloysius, Luigi Sodiro. Anthurium cymbispatha ingår i släktet Anthurium och familjen kallaväxter. Inga underarter finns listade.